# Marie-Anne Walewska
Marie-Anne Walewska (1823-1912) fue una cortesana francesa. Sirvió como dama de honor de la emperatriz Eugenia de Montijo desde 1868 hasta 1870, además de ser amante del emperador Napoleón III de Francia entre 1857 y 1861.

## Biografía
Hija del conde italiano Zanobi di Ricci y de la princesa Isabelle Poniatowski-Luci, hija ilegítima de Stanisław Poniatowski, sobrino del último rey de Polonia, contrajo matrimonio con el conde polaco (posteriormente duque) Alejandro José Colonna-Walewski, ministro del gabinete francés, hijo ilegítimo de Napoleón I. Marie-Anne fue descrita como una belleza rubia elegante e inteligente, siendo la líder de la alta sociedad parisina durante el Segundo Imperio francés.
En julio de 1857, Marie-Anne reemplazó a Virginia Oldoini, condesa de Castiglione, como la principal amante del emperador. Esta relación, la cual llegó a ser objeto de informes diplomáticos, era utilizada por Marie-Anne con el fin, probablemente, de aparentar tener influencia sobre asuntos de Estado. En paralelo, Marie-Anne formó parte del círculo privado de la emperatriz, quien se negó a permitir que la relación amorosa de Walewska con su marido afectase a su amistad. De hecho, la relación del emperador con Marie-Anne no era exclusiva, ya que Napoleón sedujo a varias cortesanas, si bien Walewska fue su única amante formal hasta que su relación terminó en 1861.
Marie-Anne sucedió a Pauline de Bassano como dama de honor de la emperatriz en 1868, ocupando dicho cargo hasta la caída del Segundo Imperio en 1870. Murió en 1912.